# Hermann Wollheim

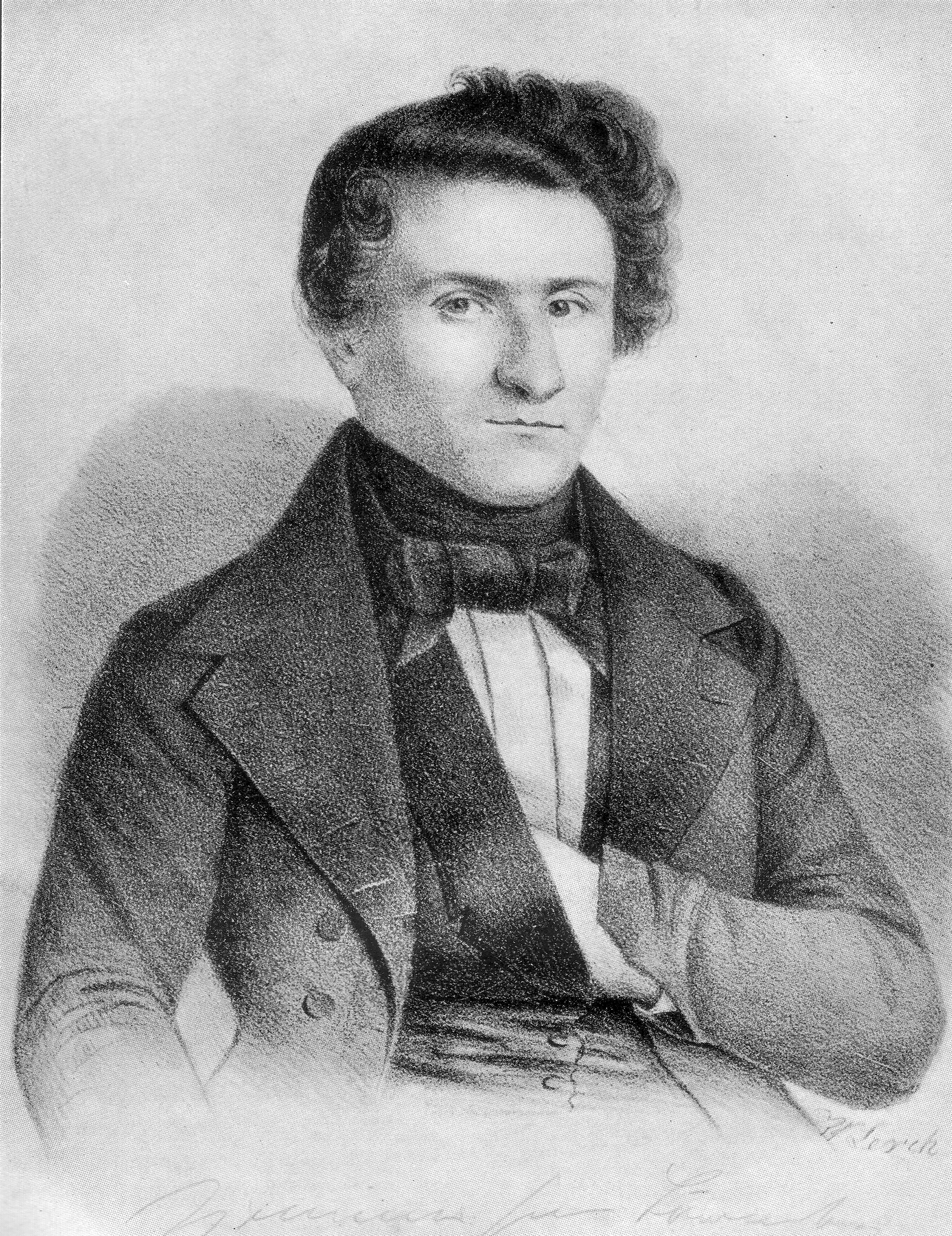
Hermann Wollheim

Hermann Salomon Wollheim (* 1817 in Breslau; † 16. September 1855 in Breslau) war ein deutscher Arzt, Schriftsteller und Politiker.

## Leben
Wollheim war der Sohn eines jüdischen Wollmaklers in Breslau, einer seiner Brüder war der Unternehmer und Kohle-Großhändler Caesar Wollheim. Nach der Schulzeit in Breslau studierte er (vermutlich ab 1836) Medizin in Berlin. Mit anderen Studenten gründete er am 7. Juni 1837 das Bier-Königreich Flandern und Brabant. Anfang 1838 trat er mit ungefähr 10 anderen Studenten wieder aus und gründete das Bierherzogtum Lothringen. Aus diesem wiederum entstand am 3. August 1838 unter Beteiligung Wollheims das Corps Pomerania II.
Nach dem Staatsexamen wurde er mit einer Doktorarbeit über das Nähen von (mensusbedingten) Gesichtsverletzungen zum Dr. med. promoviert. Er kehrte 1840 nach Breslau zurück. Dort hatte er intensiven Kontakt zu Mitgliedern des Corps Silesia Breslau, das mit der Berliner Pomerania befreundet war. Vor 1848 zog Wollheim nach Dyhernfurth im Kreis Wohlau. Als die Deutsche Revolution 1848/1849 den Kreis erreichte, setzte Wollheim sich für eine friedliche und gewaltfreie Vorgehensweise ein.
Am 8. Mai 1848 wurde Wollheim als stellvertretender Abgeordneter für den Kreis Wohlau in die Preußische Nationalversammlung in Berlin gewählt.
Ende Mai 1848 und wieder im September und Oktober 1848 war Wollheim in Berlin, weil der Hauptabgeordnete des Kreises aus familiären Gründen nach Schlesien reisen musste.
Ende Januar 1849 wurde Wollheim in die Zweite Kammer des preußischen Parlaments gewählt.
Zum Corps Silesia in Breslau hatte Wollheim den Kontakt nie verloren. 1852 wurde er als Mitglied aufgenommen. Im selben Jahr verfasste und komponierte er für einen Hoftag dieser Studentenverbindung eine Parodie auf Tannhäuser und der Sängerkrieg auf Wartburg. Das zunächst 1854 unter dem Titel Tannhäuser oder die Prügelei auf der Wartburg erschienene Werk Wollheims wurde in veränderter Fassung 1856 als Tannhäuser oder die Keilerei auf der Wartburg in größerer Auflage gedruckt. Diese letzte Fassung nahm Johann Nestroy unter teilweise wörtlicher Übernahme ganzer Passagen zur Vorlage für seine Parodie Tannhäuser (Nestroy), die 1857 in Wien uraufgeführt wurde. Wollheim dichtete außerdem unter anderem das Studentenlied Sind wir nicht zur Herrlichkeit geboren. Mit 38 Jahren starb er an der Cholera. Mit seinem Lehrbuch für Heildiener hatte Wollheim eines der ersten Lehrbücher für die Krankenpflege geschrieben.

## Werke

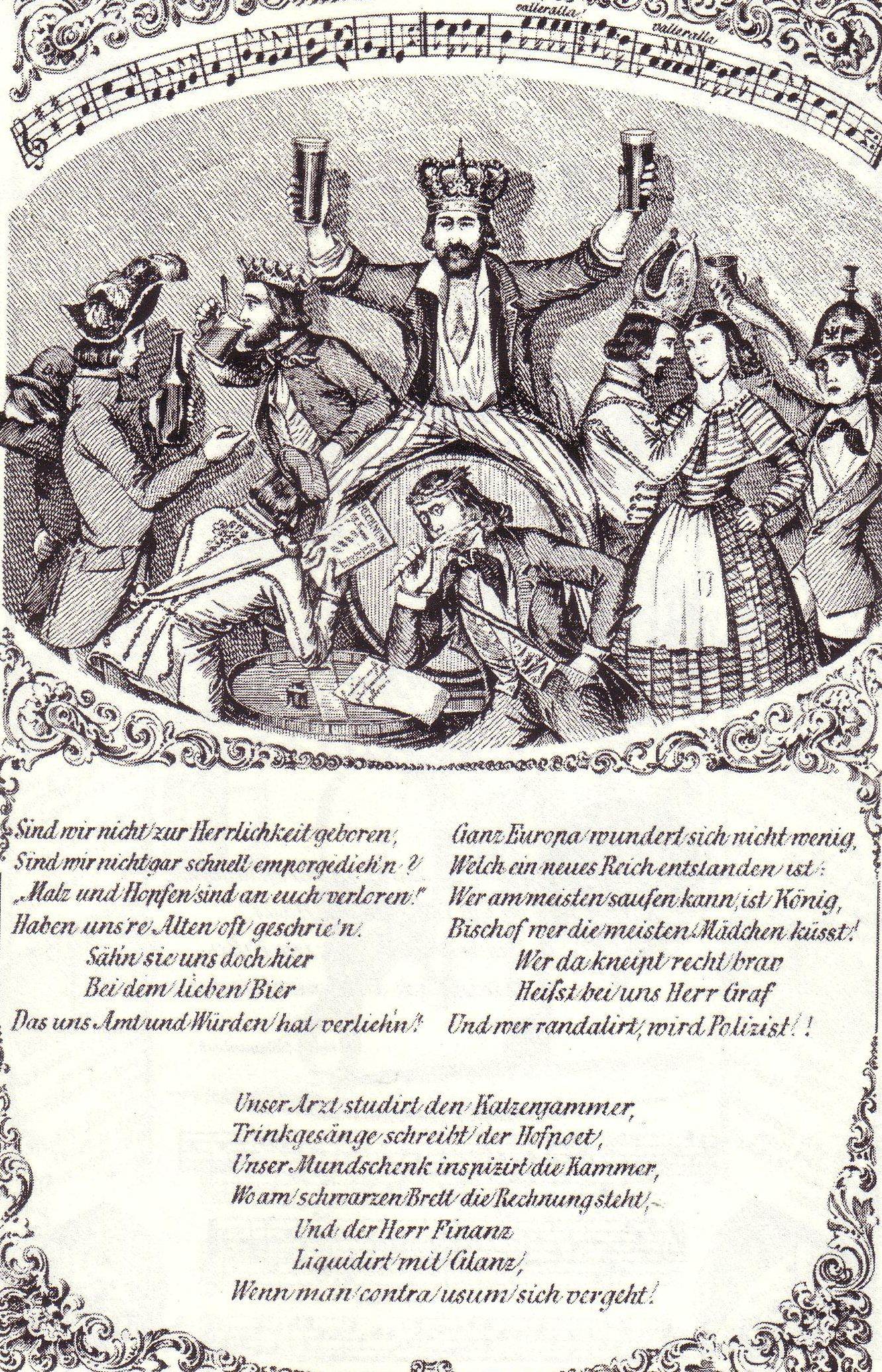
Sind wir nicht zur Herrlichkeit geboren

- Versuch einer medicinischen Topographie und Statistik von Berlin, Berlin 1844 Digitalisat
- Tannhäuser, oder, die Keilerei auf der Wartburg. Grosse sittlich-germanische Oper mit Gesang und Musik in vier Aufzügen. Hoyerswerda 1856.
- Lehrbuch für Heildiener; ein Leitfaden für die bei Ausübung der Heilkunst erforderlichen Hülfsverrichtungen und für die Krankenpflege.: Ein Leitfaden für die bei Ausübung der Heilkunst erforderlichen Hülfsverrichtungen und für die Krankenpflege, 1853 Digitalisat